# Argomedo
Argomedo es una localidad y una entidad local menor situadas en la provincia de Burgos, comunidad autónoma de Castilla y León (España), comarca de Las Merindades, partido judicial de Villarcayo, ayuntamiento de Valle de Valdebezana.

## Situación
Se encuentra al noreste de Soncillo, capital del municipio. Se accede a través de la carretera  BU-526 .

## Evolución demográfica
| 2000 | 2001 | 2002 | 2003 | 2004 | 2005 | 2006 | 2007 | 2008 |
| 39   | 43   | 40   | 40   | 39   | 35   | 36   | 36   | 35   |

| 2009 | 2010 | 2011 | 2012 | 2013 | 2014 | 2015 | 2016 | 2017 |
| 33   | 28   | 30   | 31   | 28   | 29   | 26   | 26   | 21   |

- Datos: Q15051515
- Multimedia: Argomedo / Q15051515